# Kashmir (Schiff, 1915)
Die Kashmir war ein 1915 in Dienst gestelltes Passagierschiff der britischen Reederei Peninsular and Oriental Steam Navigation Company (P&O), das im Passagierverkehr von Großbritannien nach Indien und Fernost eingesetzt wurde. Im Ersten Weltkrieg diente die Kashmir als Truppentransporter und war danach bis 1932 wieder im Passagierdienst tätig.

## Geschichte
Das 8.841 BRT große Dampfschiff Kashmir wurde bei Caird & Company in Glasgow für P&Os Passagier- und Frachtservice von England nach Indien und Fernost gebaut. Sie war das zuletzt vom Stapel gelaufene von sechs Schwesterschiffen, die bei Caird & Company und Cammell, Laird & Company gebaut wurden, um die 9.000 BRT maßen und in den Jahren 1914 und 1915 in Dienst gestellt wurden. Die anderen waren die Khiva (II) (1914), die Khyber (I) (1914), die Kalyan (1915), die Kashgar (II) (1914) und die Karmala (I) (1914).
Das 146,30 Meter lange und 17,77 Meter breite Schiff hatte einen Schornstein, zwei Masten und zwei Schrauben und wurde von zwei vierzylindrigen Vierfachexpansions-Dampfmaschinen angetrieben, die 7000 PSi leisteten und eine Geschwindigkeit von 14 Knoten ermöglichten. Die Passagierunterkünfte waren für 78 Reisende Erster Klasse und 68 Zweiter Klasse ausgelegt. Fertigstellung und Übernahme des Schiffs am 2. April 1915 fielen mitten in den Ersten Weltkrieg. Trotzdem wurde die Kashmir zunächst im regulären Handelsverkehr nach Fernost und gelegentlich Australien eingesetzt.
Im Dezember 1916 wurde das Schiff dann doch für den Kriegseinsatz angefordert und fortan für Truppentransporte im Mittelmeer genutzt. Am 6. Oktober 1918 kollidierte sie bei rauer See und schlechter Sicht bei Islay vor der westschottischen Küste mit der Otranto, einem anderen zum Truppentransporter umfunktionierten ehemaligen Passagierschiff. Die Kashmir, die aus New York kam und zum Clyde unterwegs war und die Otranto, die mehrere hundert US-Soldaten an Bord hatte, konnten beide Land ausmachen und drehte aufeinander zu. Der Bug der Kashmir bohrte sich in die Backbordseite der Otranto, die abdriftete, strandete und zerbrach. 351 amerikanische Soldaten und 80 britische Besatzungsmitglieder kamen dabei ums Leben. Die Kashmir wurde schwer beschädigt, blieb aber schwimmfähig und wurde zum Clyde geschleppt. Bei dem Unfall handelte es sich um das schwerste Konvoi-Unglück im Ersten Weltkrieg.
Im März 1919 wurde die Kashmir wieder der P&O übergeben und nahm ihren Passagierverkehr wieder auf. Im April 1932 wurde sie an das japanische Abbruchunternehmen Mitshwa Shoji Kabushiki Kaisha in Osaka verkauft. Dort traf sie am 30. Juli 1932 ein wurde anschließend verschrottet.